# Josh Satin
Joshua Satin (Hidden Hills, 23 dicembre 1984) è un ex giocatore di baseball statunitense.

## Carriera

### Minor League
Satin venne selezionato al 6º giro del draft amatoriale del 2008 come 194a scelta dai New York Mets. Iniziò nello stesso anno giocando con due squadre finendo con .303 alla battuta, .370 in base, 5 fuoricampo, 15 RBI, 24 punti "run" e nessuna base rubata in 48 partite. Nel 2009 giocò con due squadre finendo con .288 alla battuta, .389 in base, 8 fuoricampo, 65 RBI, 68 punti e nessuna base rubata in 132 partite.
Nel 2010 giocò con due squadre finendo con .311 alla battuta, .399 in base, 12 fuoricampo, 74 RBI, 76 punti e 2 basi rubate in 137 partite. Nel 2011 giocò con due squadre finendo con .323 alla battuta, .411 in base, 12 fuoricampo, 76 RBI, 77 punti e 3 basi rubate in 132 partite.
Nel 2012 con i Buffalo Bisons AAA chiuse con .286 alla battuta, .391 in base, 14 fuoricampo, 60 RBI, 72 punti e 3 basi rubate in 131 partite. Nel 2013 con i Las Vegas 51s AAA finì con .305 alla battuta, .420 in base, 9 fuoricampo, 32 RBI, 46 punti e nessuna base rubata in 60 partite.

### Major League

#### New York Mets (2011-2014)
Debuttò nella MLB il 4 settembre 2011 contro i Washington Nationals, chiuse la sua prima stagione con .200 alla battuta, .259 in base, nessun fuoricampo, 2 RBI, 3 punti, nessuna base rubata, 48 eliminazioni di cui 6 doppie e 5 assist in 15 partite di cui 4 da titolare. Nel 2012 giocò solo una partita chiudendo con .000 alla battuta, .000 in base e nessun fuoricampo o base rubata.
Il 10 giugno 2013 venne promosso in prima squadra. Il 18 settembre 2013 contro i San Francisco Giants grazie alla sua valida (in inglese: walk-off single) con 2 RBI nel 9º inning i Mets vinsero la partita per 5-4. Chiuse la stagione con .279 alla battuta, .376 in base, 3 fuoricampo, 17 RBI, 23 punti, una base rubata, 267 eliminazioni di cui 27 doppie, 37 assist, 2 errori da prima base e 3 errori da terza base in 75 partite di cui 40 da titolare. Il 29 aprile 2014 nella partita terminata 6-1 contro i Philadelphia Phillies, nel 4º inning grazie al suo RBI i Mets consolidarono la propria vittoria.

## Premi
- (3) MiLB Organization All-Star (2010, 2011 e 2012)
- Topps Double-A All-Star (2011)
- All-Star Game Top Star della Florida State League (2010)
- Post-Season All-Star della Eastern League (2011)
- Mid-Season All-Star della Eastern League (2011)
- Mid-Season All-Star della Florida State League (2010)
- Mid-Season All-Star della South Atlantic League (2009)
- Giocatore della settimana della Eastern League (25/05/2011)